# Grænser for ytringsfriheden
|  | Denne artikel er oprettet af botten Steenthbot ud fra en ekstern database. Den kan derfor have sproglige fejl eller mangler. Denne skabelon kan fjernes efter kontrol af indholdet. |

Grænser for ytringsfriheden er en dansk dokumentarfilm fra 2007.

## Handling
Er der grænser for ytringsfrihed? Filmen handler om ytringsfrihed set i et historisk, politisk, kulturelt og juridisk perspektiv. I filmen indgår interviews med en række aktører på den politiske og kulturelle scene i Danmark, både politikere, repræsentanter for religiøse samfund og kunstnere, blandt andre Mick Øgendahl, Jens Galschiøtt og rockbandet Magtens Korridorer.